# Надя Савова
Надя Савова е българска актриса.

## Кариера
Савова дебютира на сцената на Младежки театър „Николай Бинев“ през 1965 г. в спектакъла „Дон Жуан“ (комедия от Самуил Альошин, постановка – Вили Цанков), чиято премиера е на 5-и януари 1965 г. В продължение на над 25 години Савова играе на същата сцена. Тя участва в близо 50 постановки – както за възрастни, така и за деца.
Играе ролята на баба Цеца в комедийния сериал „Етажна собственост“ на Нова телевизия.
Савова има редица озвучени персонажи в дублажа, измежду които Брайън Танър в „Алф“. В някои епизоди ролята дублира нейната дъщеря.
Почива на 1 декември 2021 г.

## Личен живот
Има два брака и два развода зад гърба си. От брака си с актьора Любомир Миладинов има една дъщеря – Петя Миладинова, която също е актриса и е най-известна с озвучаването на филми и сериали.
От брака си с Андрей Аврамов има син.

## Телевизионен театър
- „Милионерът“ (1988) (от Йордан Йовков, реж. Павел Павлов)
- „Морската болест“ (1987) (Ст. Л. Костов) - Фросинка
- „Истината! Само истината!“ (1980) (Даниел Ал)
- „Но преди да станем големи“ (1972) (Владимир Голев)
- „Диалози“ (1970) (Кръстю Пишурка)

## Филмография
- Като за последно (2021) - леля Славка
- Етажна собственост (2011 – 2013) – Цеца Дранбозова
- Още нещо за любовта (2010) – хазяйка на д-р Руменов
- Морава звезда кървава (1981)
- Като белязани атоми (1979)
- Лъжовни истории (1977)